# Aitai Riyuu / Dream After Dream ~Yume Kara Sameta Yume~
Singles de AAA
Heart and Soul
(2010) Makenai Kokoro
(2010)
Aitai Riyuu / Dream After Dream ~Yume Kara Sameta Yume~ est le 24esingle du groupe AAA sorti sous le label Avex Trax le 5 mai 2010 au Japon. Il atteint la 1re place du classement de l'Oricon. Il se vend à 45 710 exemplaires la première semaine et reste classé 9 semaines, pour un total de 59 833 exemplaires vendus. Il sort en format CD et CD+DVD.
Aitai Riyuu est présente sur le mini-album "Buzz Communication" Pre-Release Special Mini Album sur l'album Buzz Communication où se trouve aussi Dream After Dream ~Yume Kara Sameta Yume~.

## Liste des titres
| 1. | Dream After Dream ~Yume Kara Sameta Yume~ (Dream After Dream ～夢から醒めた夢～)                     | Kenn Kato      | Tetsuya Komuro | 4:17 |
| 2. | Aitai Riyuu (逢いたい理由)                                                                           | Kyasu Morizuki | Tetsuya Komuro | 4:36 |
| 3. | Dream After Dream ~Yume Kara Sameta Yume~ AfteR the NighT Mix (Dream After Dream ～夢から醒めた夢～) | Kenn Kato      | Tetsuya Komuro | 5:40 |
| 4. | Aitai Riyuu P-RhythM WalK Mix (逢いたい理由)                                                         | Kyasu Morizuki | Tetsuya Komuro | 6:24 |
| 5. | Dream After Dream ~Yume Kara Sameta Yume~ (Instrumental) (Dream After Dream ～夢から醒めた夢～)      | Kenn Kato      | Tetsuya Komuro | 4:17 |
| 6. | Aitai Riyuu (Instrumental) (逢いたい理由)                                                            | Kyasu Morizuki | Tetsuya Komuro | 4:34 |

| 1. | Aitai Riyuu (逢いたい理由)                                                                      | Kyasu Morizuki | Tetsuya Komuro | 4:36 |
| 2. | Dream After Dream ~Yume Kara Sameta Yume~ (Dream After Dream ～夢から醒めた夢～)                | Kenn Kato      | Tetsuya Komuro | 4:17 |
| 3. | Aitai Riyuu (Instrumental) (逢いたい理由)                                                       | Kyasu Morizuki | Tetsuya Komuro | 4:34 |
| 4. | Dream After Dream ~Yume Kara Sameta Yume~ (Instrumental) (Dream After Dream ～夢から醒めた夢～) | Kenn Kato      | Tetsuya Komuro | 4:17 |

| 1. | Aitai Riyuu (逢いたい理由) |  |

| 1. | Dream After Dream ~Yume Kara Sameta Yume~ (Dream After Dream ～夢から醒めた夢～)                | Kenn Kato      | Tetsuya Komuro | 4:17 |
| 2. | Aitai Riyuu (逢いたい理由)                                                                      | Kyasu Morizuki | Tetsuya Komuro | 4:36 |
| 3. | Dream After Dream ~Yume Kara Sameta Yume~ (Instrumental) (Dream After Dream ～夢から醒めた夢～) | Kenn Kato      | Tetsuya Komuro | 4:17 |
| 4. | Aitai Riyuu (Instrumental) (逢いたい理由)                                                       | Kyasu Morizuki | Tetsuya Komuro | 4:34 |

| 1. | Dream After Dream ~Yume Kara Sameta Yume~ (Dream After Dream ～夢から醒めた夢～) |  |